# محوطه سر زهورودخانه
محوطه سر زهورودخانه مربوط به هزاره سوم قبل از میلاد - هزاره اول قبل از میلاد است و در شهرستان جاسک، بخش بشاگرد، دهستان سردشت، حدود ۵ کیلومتری غرب روستای بابک واقع شده و این اثر در تاریخ ۲۳ بهمن ۱۳۸۵ با شمارهٔ ثبت ۱۷۳۷۲ به‌عنوان یکی از آثار ملی ایران به ثبت رسیده است.